# Uhanivka, Velîka Bahacika
Uhanivka (în ucraineană Уханівка) este un sat în comuna Ostapie din raionul Velîka Bahacika, regiunea Poltava, Ucraina.

## Demografie
Componența lingvistică a localității Uhanivka
     Ucraineană (100%)
Conform recensământului din 2001, toată populația localității Uhanivka era vorbitoare de ucraineană (100%).